# Торгова війна США з Канадою та Мексикою (з 2025)
Торгова війна США з Канадою та Мексикою — економічний конфлікт (торгова війна), що виник у лютому 2025 року з початком другого президентства Трампа між США з одного боку та Канадою та Мексикою з іншого.
Торгова війна за участю США, Канади та Мексики почалася 1 лютого 2025 року, коли президент США Дональд Трамп підписав укази про введення майже універсальних мит на товари з двох країн, що ввозяться до Сполучених Штатів. Указ передбачав 25-відсоткові тарифи на весь імпорт з Мексики та весь імпорт з Канади, за винятком нафти та енергоносіїв, які оподатковуватимуться за ставкою 10 %.
У відповідь тодішній прем’єр-міністр Канади Джастін Трюдо заявив, що Канада негайно введе 25-відсоткові мита на американський експорт на суму $30 млрд канадських доларів ($20.6 млрд доларів США), з планом збільшення до $155 млрд канадських доларів ($106 млрд доларів США) через три тижні. Президент Мексики Клаудія Шейнбаум також заявила, що Мексика введе тарифи та інші економічні заходи у відповідь на дії Сполучених Штатів.
Обидва лідери домовилися про місячну відстрочку мит із США 3 лютого, за день до того, як вони повинні були набути чинності, і погодилися посилити охорону кордону зі Сполученими Штатами. Мита США набули чинності 4 березня.
Відповідні тарифи Канади почали діяти одночасно, а Мексика заявила, що оголосить про відповідні тарифи 9 березня. 6 березня Трамп відклав до 2 квітня запровадження мит на товари, що відповідають Угоді США—Мексика—Канада (USMCA), на які припадає близько 50% імпорту з Мексики та 38% імпорту з Канади.
Трамп сказав, що мита мають на меті зменшити дефіцит торгівлі США з Канадою та Мексикою та змусити обидві країни захистити свої кордони з США від нелегальної імміграції та незаконної контрабанди аналогів фентанілу. Трюдо і Шейнбаум назвали мита США невиправданими.
Трюдо припустив, що Трамп має намір використовувати тарифи, щоб змусити Канаду приєднатися до США, а сам Трамп прямо підтверджував цю тезу кілька разів. І Канада, і Мексика заявили, що тарифи США порушують USMCA, угоду про вільну торгівлю, ратифіковану трьома країнами у 2020 році під час першого президентства Трампа. Економісти стверджують, що тарифи, ймовірно, порушать торгівлю між трьома країнами, порушуючи ланцюжки поставок і підвищуючи споживчі ціни в Північній Америці.

## Економічний фон

### Торгівля між США і Канадою
Двосторонні торгові відносини між Сполученими Штатами та Канадою є одними з найбільших у світі.  Згідно з даними канадського уряду, за перші дев’ять місяців 2024 року через Канаду та США було перевезено товарів на $800 млрд канадських доларів ($800 млрд доларів США).  Енергетичний і автомобільний ринки цих країн дуже інтегровані,  а Канада є найбільшим постачальником сталі в США.  Станом на листопад 2024 року уряд США оцінив торговельний дефіцит США з Канадою в $55 млрд доларів США.  Цей дефіцит головним чином викликаний американським попитом на канадську нафту; якщо виключити експорт нафти, США мають активне сальдо торгівлі з Канадою.  Приблизно 60% нафти, імпортованої США, надходить з Канади,  і Канада є найбільшим постачальником енергоресурсів, імпортованих США, і другим за величиною одержувачем експорту енергоносіїв США.  Збільшення вартості імпорту США з Канади частково є наслідком російського вторгнення в Україну в 2022 році, яке створило нестабільність на світовому ринку та підвищило ціни на енергоносії. 

### Торгівля між США і Мексикою
Економіки Сполучених Штатів і Мексики тісно переплетені. У 2024 році через Мексику та США було перевезено вантажів на суму приблизно 800 млрд доларів США через Південний кордон, і щодня між двома країнами відбувається торгівля на суму понад 1 млрд доларів США. Згідно з даними Бюро перепису населення США, у 2023 році експорт США до Мексики склав 322 млрд доларів США, тоді як США імпортували мексиканської продукції на суму понад 475 млрд доларів США. Приблизно 70 % споживання природного газу в Мексиці надходить із США, і США імпортують близько 700 000 барелів сирої нафти з Мексики щодня.
Виробництво продуктів харчування між двома країнами також тісно інтегроване: приблизно половину свіжих фруктів і овочів США постачають із Мексики, а Мексика є основним ринком для експорту сільськогосподарської продукції США. Мексика є третім за величиною експортером сталі до США, поступаючись лише Канаді та Бразилії; як Мексику, так і США звинуватили в порушенні угоди, підписаної разом з USMCA, щодо обмеження експорту сталі між собою. Деякі американці, включаючи Трампа, заявили, що Мексика перевищила рівень експорту, дозволений угодою. У той же час мексиканська сталеливарна організація Canacero повідомила, що рівень експорту сталі зі США також порушив угоду.

### Торговельні угоди

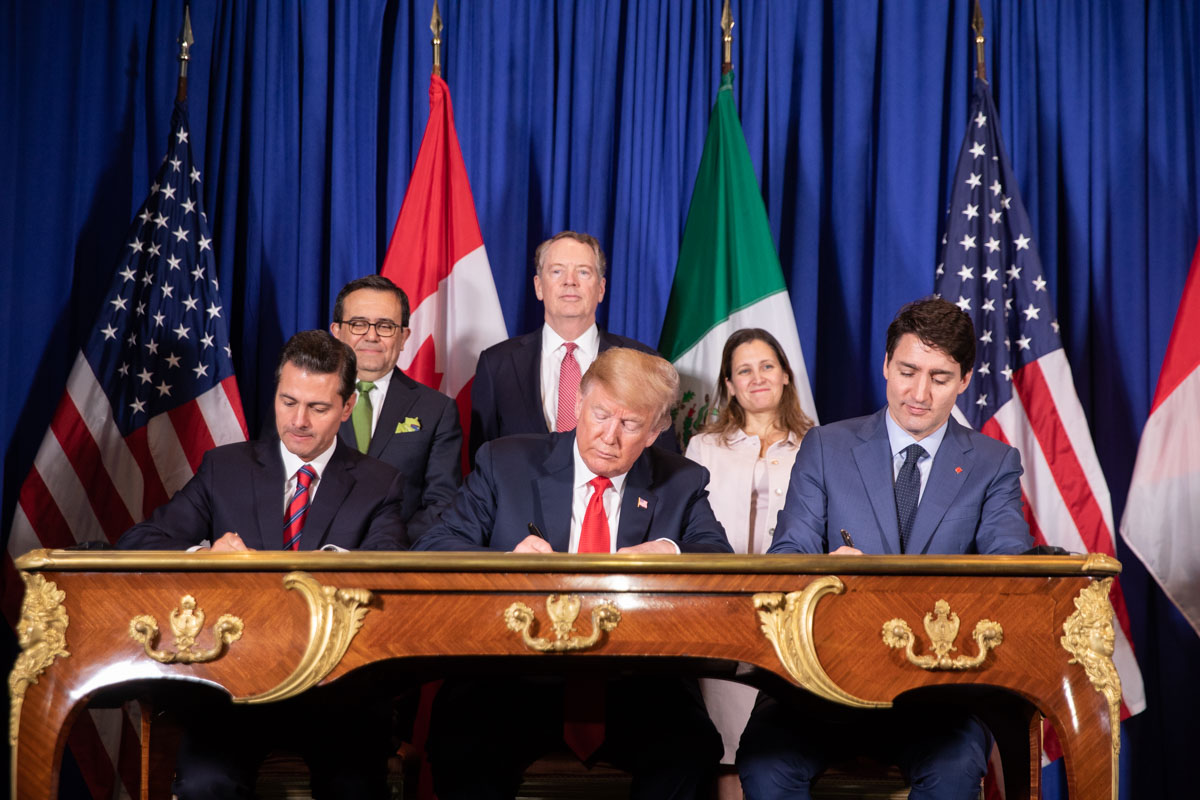
У 2018 році президент Мексики Енріке Пенья Ньєто, президент США Дональд Трамп і прем’єр-міністр Канади Джастін Трюдо підписали Угоду США—Мексика—Канада.

Угода США–Мексика–Канада (USMCA), яка набула чинності 1 липня 2020 року , оновила Північноамериканську угоду про вільну торгівлю 1994 року.  Регіон, охоплений USMCA, є однією з найбільших у світі зон вільної торгівлі.  НАФТА скасувала майже всі тарифи на торгівлю між трьома країнами.  НАФТА описується як джерело політичного розколу.  У США це спричинило офшорінг, оскільки американські компанії перенесли свій бізнес до Мексики за дешевшою робочою силою, завдавши шкоди американським заводським містам і робітникам. Негативна реакція на вільну торгівлю дозволила таким кандидатам, як Дональд Трамп, які підтримують протекціоністську політику, піднятися на чільне місце в політиці США. Однак багато регіонів США отримали вигоду від посилення торгово-економічної активності НАФТА. 
У 2020 році, під час першого терміну Трампа на посаді президента США, НАФТА була замінена Угодою США–Мексика–Канада (USMCA), головним чином через те, що Трамп не погоджувався з НАФТА.  Зміни між NAFTA та USMCA були здебільшого косметичними; нова угода зберегла нульові тарифи на більшість товарів, що продаються в США, Канаді та Мексиці, але дозволила вводити певні тарифи з питань національної безпеки. 

## Політичний фон

### Перша адміністрація Трампа
Під час свого першого терміну Трамп погрожував Мексиці ввести мита, якщо вона не припинить нелегальну імміграцію до Сполучених Штатів через американо-мексиканський кордон, і неодноразово погрожував вийти з NAFTA.  Однак він зрештою не запровадив тарифи на Мексику після того, як вона погодилася створити мексиканську національну гвардію, надіслати 6000 військових для боротьби з нелегальною імміграцією та дозволила США розширити свою політику «залишатися в Мексиці», яка змусила деяких шукачів притулку залишатися в Мексиці, доки США не розглянуть їхні заяви про притулок. 
Трамп чинив тиск на Канаду та Мексику, щоб вони переглянути НАФТА, погрожуючи агресивними імпортними тарифами , а в травні 2018 року він розширив глобальні тарифи США на сталь та алюміній на дві країни, заохочуюючи їх до вжиття заходів у відповідь.  Три країни домовилися скасувати тарифи на сталь і алюміній у травні 2019 року, через рік після їх початку,  до того, як USMCA набуде чинності 1 липня 2020 року.  Через місяць після набуття чинності USMCA Трамп заявив, що імпорт алюмінію становить загрозу національній безпеці та для американських виробників, і ввів 10-відсоткові мита на канадський алюміній.  Наступного місяця Трамп скасував тарифи напередодні запланованих Канадою заходів у відповідь. 
У 2018 і 2019 роках Трамп також запровадив великі мита щодо Китаю на загальну суму близько $80 млрд доларів США на продукти на суму приблизно $380 млрд доларів США, які в основному були збережені наступною адміністрацією Джо Байдена.  Уряд США стурбований торгівлею між Китаєм і Мексикою, особливо в автомобільному секторі, оскільки він побоюється, що китайські компанії можуть використовувати Мексику для експорту в Сполучені Штати, обходячи тарифи на Китай і користуючись USMCA. 
З жовтня 2023 року по жовтень 2024 року влада США затримала 23 000 осіб, які незаконно перетнули північний кордон з Канади, і 1,5 млн людей, які нелегально перетнули її південний кордон з Мексики. 

### Канадська політика
Президентська кампанія Трампа 2024 року окреслила економічну стратегію, яка наголошувала на використанні тарифів для фінансування запропонованих знижок податків і стимулювання внутрішнього виробництва в Сполучених Штатах. 
У листопаді 2024 року, після перемоги на президентських виборах у США, Трамп пригрозив 25-відсотковими митами на всі товари з Канади та Мексики, які, за його словами, «залишатимуться в силі до тих пір, поки наркотики, зокрема фентаніл, і всі нелегальні іноземці не зупинять це вторгнення в нашу країну».  Незабаром після цього прем’єр-міністр Канади Джастін Трюдо відвідав маєток Трампа у Флориді, щоб поговорити з ним і обговорити тарифи, а також нелегальну імміграцію та контрабанду наркотиків через кордон між Канадою та США. 
16 грудня Канада оголосила про план витратити $80 млрд канадських доларів ($913 млн доларів США) на безпеку кордону, щоб розвіяти занепокоєння Трампа.  План передбачав створення спільної американо-канадської «ударної сили» для боротьби з транснаціональною злочинністю.  Даг Форд, прем’єр-міністр Онтаріо та голова Ради Федерації, скликав позачергові провінційні вибори на 27 лютого, заявивши, що хоче, щоб його Прогресивно-консервативна партія Онтаріо мала сильніший мандат, щоб протистояти майбутнім митам Трампа щодо Канади.  У січні 2025 року Трюдо оголосив про свій намір піти у відставку з посади лідера Ліберальної партії та прем’єр-міністра після обрання нового лідера, запланованого на 9 березня.  31 січня Трюдо заявив у соціальних мережах, що Канада «готова до рішучої та негайної відповіді», якщо США виконають своє рішення ввести мита на канадський експорт.  14 березня 2025 року Марк Карні склав присягу прем'єр-міністра Канади. 

### Мексиканська політика
Після перебування Феліпе Кальдерона на посаді президента Мексики в 2012 році співробітники правоохоронних органів США, які базуються в Мексиці, змогли співпрацювати зі своїми мексиканськими колегами для збору розвідданих, планування операцій, проведення антикорупційних розслідувань і проведення інституційних реформ. Однак у 2019 році Андрес Мануель Лопес Обрадор почав згортати міжнародну співпрацю у боротьбі з наркотиками в Мексиці в рамках свого плану «Обійми, а не кулі».  З 2012 року опіоїди, переважно фентаніл, вбили понад 500 000 американців.  Опіоїдна епідемія в Сполучених Штатах значною мірою підігрівається наркотиками, контрабандою з Мексики; приблизно 98 % фентанілу, що надходить до США, надходить із Мексики, а 0,2 % — із Канади.  У 2021 і 2022 роках, під час найгірших років епідемії опіоїдів, понад 100 000 людей у США щорічно помирали від передозування наркотиками. 

### Друга адміністрація Трампа
Під час своєї інавгураційної промови 20 січня 2025 року, на початку свого другого терміну, Трамп заявив, що запровадить високі мита для інших країн. Він сказав, що «замість того, щоб оподатковувати наших громадян для збагачення інших країн», США «встановлюватимуть мита та податки на іноземні країни для збагачення наших громадян». 
Трамп сказав, що і Канада, і Мексика дозволяють «масовій кількості людей в’їжджати та ввозити фентаніл» до США через їхні кордони.  Приблизно 0,2 % фентанілу, що надходить до США, надходить із Канади, а 98 % — із Мексики.  Трамп запустив процес визнання мексиканських наркокартелів та інших злочинних організацій іноземними терористичними організаціями.  Також погрожував військовим втручанням США проти картелів у Мексиці.   Трамп заявив, що обидві країни несправедливо наживаються на дефіциті торгівлі Сполучених Штатів.   Він критикував дефіцит торгівлі Сполучених Штатів з Канадою, наводячи неточні цифри, які стверджують, що він становить $200 млрд доларів США.  Навіть після того, як Трамп оголосив про свій намір запровадити неминучі мита щодо Канади та Мексики, американські компанії не доклали жодних узгоджених зусиль для імпорту великих обсягів товарів до Сполучених Штатів до їх запровадження. 
Трамп також неодноразово закликав до анексії Канади Сполученими Штатами як її «51-го штату»  і сказав, що хоча не використовуватиме військовий примус, він міг би використати «економічну силу», щоб здійснити анексію Канади.  Трюдо сказав, що коментарі Трампа слід сприймати як серйозну загрозу суверенітету Канади і що Трамп прагне контролювати доступ Канади до її мінеральних ресурсів.  В інтерв’ю Трамп сказав, що його пропозиції щодо анексії Канади були серйозними, і стверджував, що дефіцит торгівлі США з Канадою є «по суті субсидією» і що Канаді буде «набагато краще» в складі Сполучених Штатів. 

## Початкові тарифні загрози

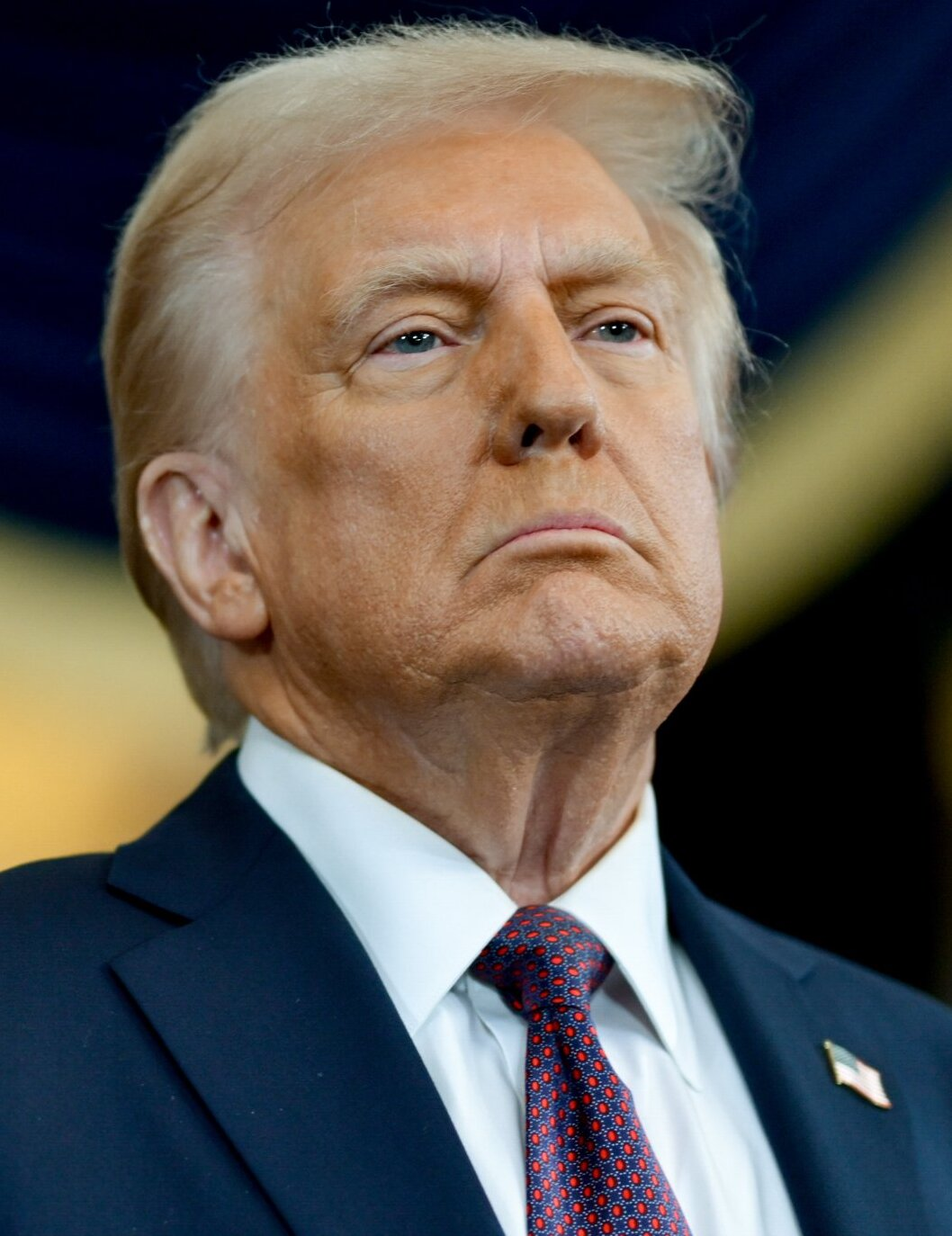
Президент США Дональд Трамп

1 лютого 2025 року Трамп підписав три укази про введення 25-відсоткових мит на всі товари з Мексики та Канади  за винятком канадської нафти та експорту енергоносіїв, які отримали 10-відсоткове мито.   Мексиканський експорт енергоносіїв отримуватиме повні 25-відсоткові мита.  Накази були видані відповідно до Закону про міжнародні надзвичайні економічні повноваження (IEEPA) і мали набути чинності о 12:01 ранку за північноамериканським східним часом 4 лютого.  Трамп також розпорядився ввести 10-відсоткові мита для Китаю, які будуть запроваджені на додаток до існуючих 25-відсоткових мит на багато китайських товарів.  Накази містили пункт, що дозволяє США підвищувати свої тарифи, якщо країни у відповідь введуть власні тарифи або інші заходи у відповідь. 
Трамп використав IEEPA — закон США від 1977 року, який надає президенту широкі фінансові повноваження під час оголошених надзвичайних ситуацій — щоб обійти тарифні обмеження USMCA з причин, відмінних від національної безпеки,  що стало першим випадком, коли цей закон було використано для встановлення тарифів.  Трамп згадав як приплив нелегальних іммігрантів, які перетинають кордони Сполучених Штатів як з Мексикою, так і з Канадою, а також епідемію опіоїдів у Сполучених Штатах, викликану фентанілом, що походить із Китаю, і потрапляє до США через Мексику та Канаду. 
У виконавчому розпорядженні він сказав, що Канада зіграла «центральну роль» у дозволі фентанілу потрапити до США і що вона не змогла «приділити достатньо уваги та ресурсів або суттєво координувати дії» зі США, щоб «стримувати хвилю заборонених наркотиків», незважаючи на те, що переважна більшість фентанілу в США надходить з південного кордону з Мексикою.  Мита також спрямовані на стимулювання виробників наймати американців для виробництва їхньої продукції в США замість того, щоб імпортувати її з інших країн.  У наступних коментарях Трамп повторив свою надію на те, що Канада буде анексована Сполученими Штатами, і сказав, що вона може зробити це, щоб уникнути мит. 
Як повідомляє Bloomberg News, радники Трампа Пітер Наварро та Стівен Міллер були провідними особами в економічних дискусіях щодо введення мит. У той же час Китай був включений за наполяганням Ради національної безпеки.  У дописі на Truth Social Трамп сказав: «Ми повинні захищати американців, і це мій обов’язок як президента — забезпечити безпеку всіх. Під час своєї кампанії я пообіцяв зупинити потоки нелегальних іноземців і наркотиків, які проходять через наші кордони, і американці переважною більшістю проголосували за це». Хоча він визнав, що тарифи можуть спричинити «тимчасові короткострокові збої», сказав, що їх необхідно запровадити. Трамп також стверджував, що «тарифи не викликають інфляцію», а скоріше «вони викликають успіх». 

### Відповідь Канади

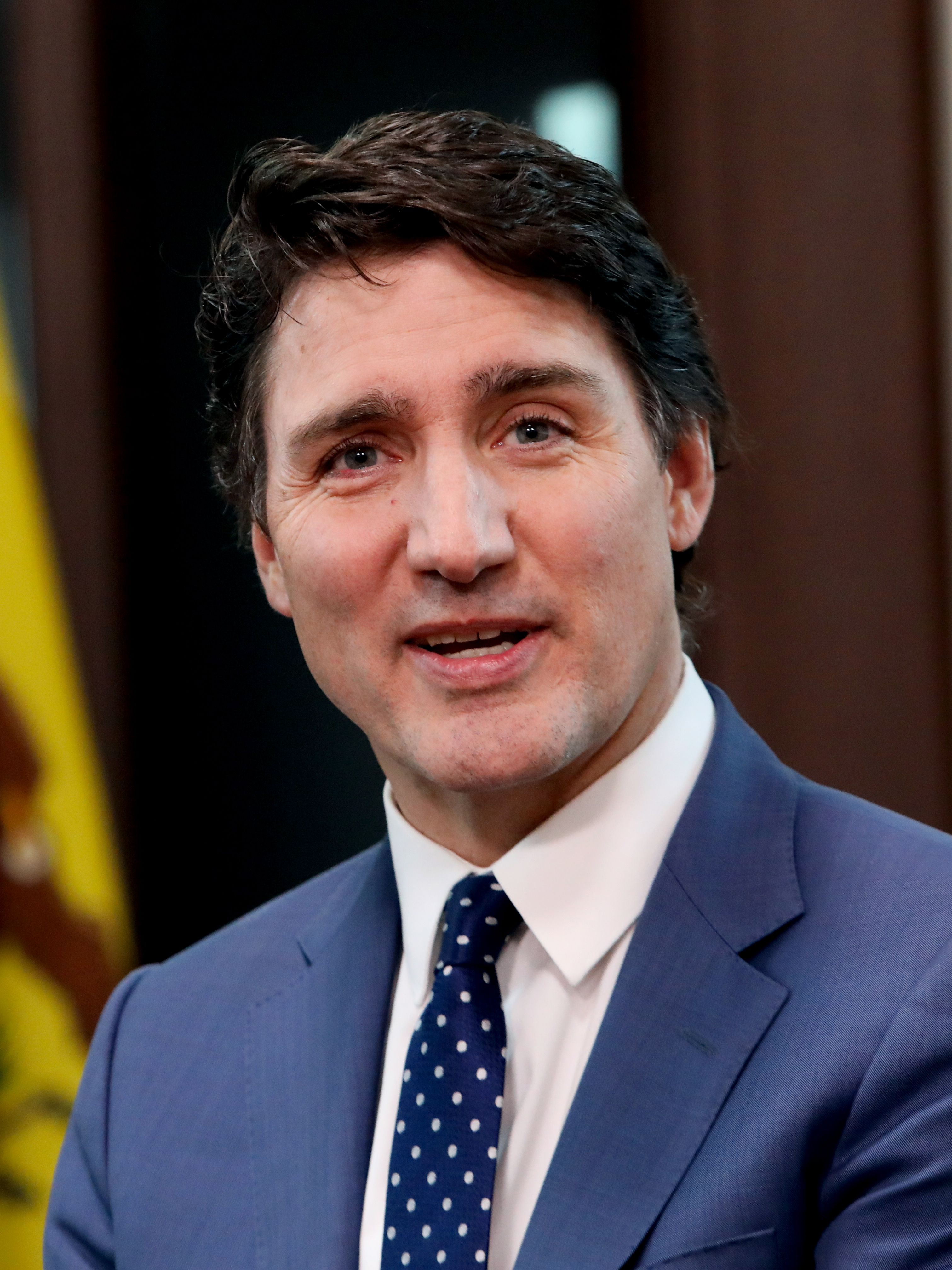
Прем'єр-міністр Канади Джастін Трюдо

Через кілька годин після того, як Трамп запровадив мита 1 лютого, Трюдо заявив, що Канада відповість Сполученим Штатам митами.  Він сказав, що Канада запровадить 25-відсоткові мита на суму  $30 млрд канадських доларів ($20.6 млрд доларів США) американського експорту відразу після того, як тарифи США набудуть чинності, і введе 25-відсоткові мита на товари на суму ще $125 млрд канадських доларів ($125 млрд доларів США) у наступні три тижні.  Трюдо сказав, що затримка дозволить канадським підприємствам підготуватися.  Він додав, що Канада розглядає додаткові торговельні заходи у відповідь на додаток до тарифів, щоб змусити Трампа припинити торговельну війну, включаючи експортні обмеження на важливі мінерали та енергетичні продукти або блокування американських компаній, які беруть участь у торгах на державні контракти. 
Трюдо сказав, що американські алкогольні напої, овочі, одяг, взуття та парфуми будуть одними з перших, хто зіткнеться з відповідними митами, і що мита також будуть запроваджені на споживчі товари, такі як побутова техніка, меблі та спортивне обладнання.  Відплата Канади спрямована в основному проти «червоних штатів» США, очолюваних Республіканською партією Трампа.  У своїй промові Трюдо представив дані, які свідчать про те, що лише близько 1 % імпорту фентанілу та незаконного перетину кордону Сполучених Штатів походить від кордону з Канадою.  Він назвав відносини між США та Канадою «найуспішнішим партнерством, яке коли-небудь бачив світ» у всіх сферах  і звинуватив тарифи Трампа в порушенні USMCA.  Також сказав, що тарифи ставлять під загрозу американських споживачів і промисловість , закликаючи канадців «обирати канадські продукти та послуги, а не американські», де це можливо.  Трюдо заявив: «Це вибір, який, так, завдасть шкоди канадцям, але крім цього, він матиме реальні наслідки для вас, американського народу. Як я постійно казав, мита проти Канади поставлять ваші робочі місця під загрозу, потенційно закривши американські автоскладальні заводи та інші виробничі потужності». 

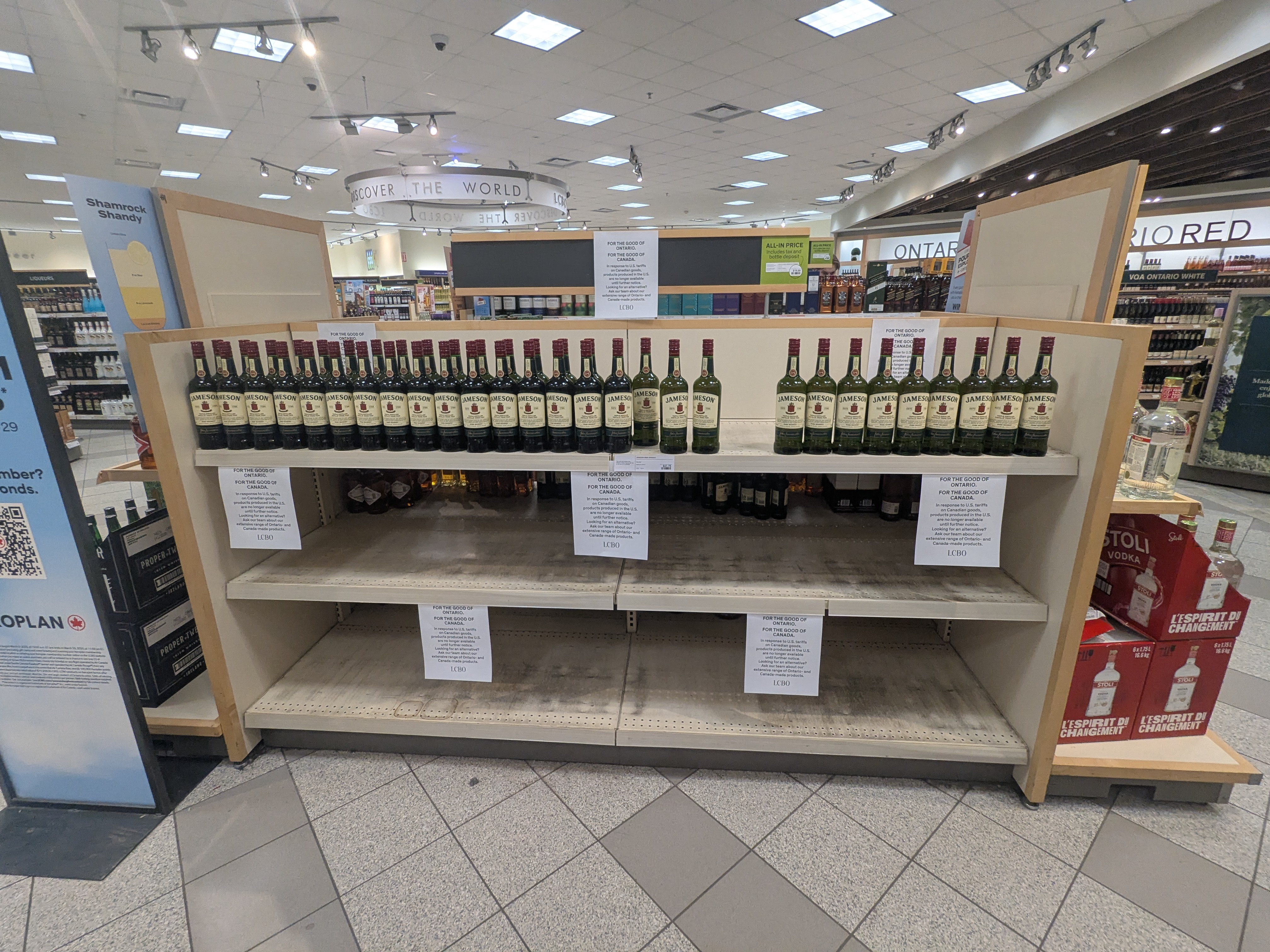
Полиця магазину алкогольних напоїв в Онтаріо, де всі американські продукти зникли в березні 2025 року

Прем'єр-міністри Канади також відповіли. Прем'єр-міністр Онтаріо Форд сказав, що у Канади «немає іншого вибору, окрім як завдати удару у відповідь і жорстко» , і наказав Раді з контролю за алкогольними напоями Онтаріо припинити продажі американського алкоголю.  Прем'єр-міністр провінції Альберта Даніель Сміт, яка до того часу виступала проти агресивних торговельних дій проти Сполучених Штатів, заявила, що Канаді необхідно відповісти на «взаємно руйнівну політику» Трампа і що вона підтримує «стратегічне використання» тарифів на американські товари, «які легше придбати в Канади та неамериканських постачальників».  Прем'єр-міністр Квебеку Франсуа Лего сказав, що наказав президенту Міністерства фінансів Соні Лебель «переглянути всі контракти на закупівлі, що стосуються американських постачальників» і покарати тих, хто веде справи з урядом Квебеку.  Він також наказав Суспільству алкогольних напоїв Квебеку видалити всі американські продукти зі своїх полиць. 
У Новій Шотландії прем’єр-міністр Тім Г’юстон заявив, що провінція подвоїть плату за проїзд автомагістралями США та накаже Новошотландській лікерній корпорації припинити продаж усіх алкогольних напоїв у США до 4 лютого.  Прем'єр-міністр Північно-Західних територій Р. Дж. Сімпсон також оголосив, що його уряд перегляне свою політику закупівель, щоб, де це можливо, припинити закупівлі в американських компаній.  Прем’єр-міністр Манітоби Ваб Кіню та прем’єр-міністр острова Принца Едуарда Денніс Кінг заявили, що їхні провінції припинять імпорт американських алкогольних напоїв,  тоді як прем’єр-міністр Британської Колумбії Девід Ебі заявив, що відділ розповсюдження алкогольних напоїв Британської Колумбії припинить закупівлі алкогольних напоїв у штатах, очолюваних республіканцями. 
10 березня це було розширено, щоб заборонити весь алкоголь США.  Також планується введення закону, який буде оподатковувати транспортні засоби США, які проїжджають до Аляски через провінцію.  Прем'єр-міністр Юкону Рандж Піллай заявив, що уряд його території припинить замовлення на американський алкоголь, перегляне свої контракти з американськими компаніями та розгляне питання про сплату мита за транспортні засоби в США, але пізніше сказав, що ці заходи буде призупинено, доки тарифи не набудуть чинності. 
П'єр Пуальєвр, лідер опозиційної Консервативної партії, засудив те, що він назвав «масовими, несправедливими та невиправданими тарифами». Він закликав уряд покласти край нинішньому звільненню парламенту відплатити заходами, включаючи тарифи на американські товари, які, за його словами, допоможуть зібрати гроші для допомоги «постраждалим працівникам і підприємствам». Він також повторив свою вимогу щодо «значного» зниження податків та інших заходів для підтримки економіки. 

### Мексиканська відповідь

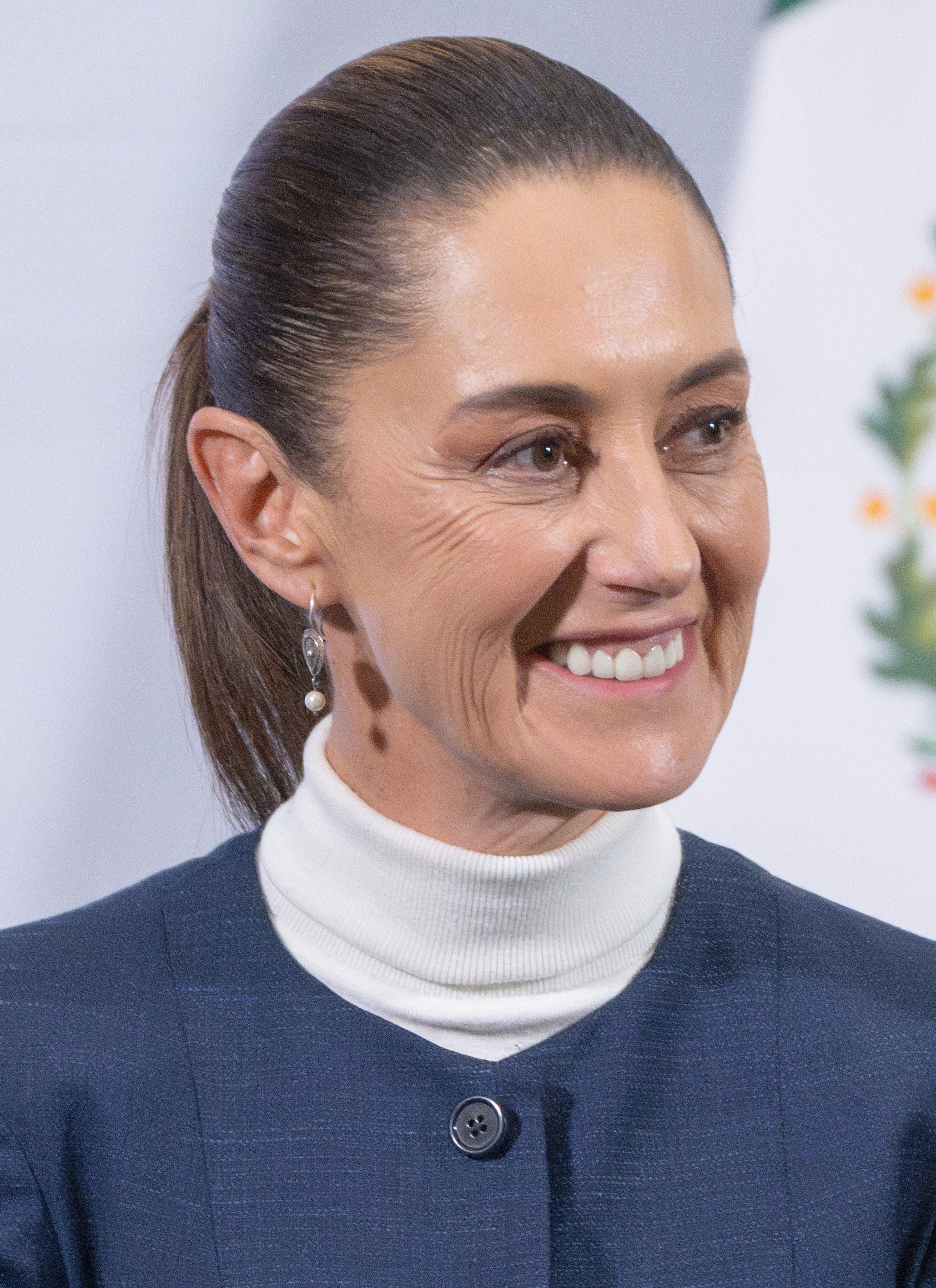
Президент Мексики Клаудія Шейнбаум

Президент Мексики Клаудія Шейнбаум розмовляла з Трампом перед його інавгурацією, щоб деескалувати його погрози мит. Трамп сказав, що Шейнбаум погодився «фактично закрити» їхній спільний кордон, щоб уникнути мит; Шейнбаум це заперечила, але сказала, що «потенційної тарифної війни не буде».  Після того як Трамп підписав укази про введення 25-відсоткових мит, Шейнбаум заявила, що Мексика запровадить тарифні та нетарифні заходи у відповідь проти Сполучених Штатів.  Вона сказала, що відплата була «на захист інтересів Мексики».  Шейнбаум не уточнила, на які саме американські товари буде націлена відплата Мексики, хоча в ЗМІ стверджували, що Мексика готує можливі відповідні мита в розмірі від 5 до 20 % на свинину, сир, продукти, сталь і алюміній, і що спочатку буде автомобільна промисловість. 
Міністр економіки Марсело Ебрард назвав тарифи Трампа «грубим порушенням» USMCA.  Шейнбаум також відповіла на заяву Трампа про те, що вона має союз із мексиканськими наркокартелями, назвавши це «наклепом». Під час заходу 1 лютого вона сказала, що Мексика зберігатиме «холодну голову», продовжуючи свої дії у відповідь, і вона запропонувала створити спеціальну групу зі США для вирішення проблем Трампа з Мексикою, і сказала, що «проблеми не вирішуються запровадженням мит». 

### Затримка на місяць
3 лютого 2025 року Шейнбаум і Трамп взаємно домовилися відтермінувати тарифи на Мексику на один місяць. Шейнбаум погодилась відправити 10 000 військовослужбовців мексиканської національної гвардії до їхнього кордону для запобігання торгівлі наркотиками. Трамп заявив, що США пообіцяли вжити заходів для обмеження торгівлі зброєю в Мексику.  Того ж ранку Трамп поговорив із Трюдо. Під час їхньої розмови він висловив занепокоєння тим, що Канада не дозволяє американським банкам «відкривати або вести бізнес там»; Канада дозволяє американським банкам здійснювати комерційну діяльність у країні, але обмежила особисте банківське обслуговування, щоб захистити своїх громадян від банкрутства банку.  Під час другої розмови того дня Трамп і Трюдо домовилися про відстрочку мита на один місяць. Канада погодилася призначити «царя фентанілу», включити мексиканські наркокартелі до списку терористів і створити розвідувальну директиву проти фентанілу та організованої злочинності, підтримавши $200 млн канадських доларів ($200 млн доларів США). Трюдо також сказав, що Канада реалізує свою прикордонну програму на суму $1.3 млрд канадських доларів ($913 млн доларів США) і створить спільну ударну групу Канади та США для боротьби з організованою злочинністю, фентанілом і відмиванням грошей.  Після цього Трамп видав оновлений указ про зміну дати початку дії тарифів на 4 березня о 12:01 за східним часом.  11 лютого Канада призначила Кевіна Броссеу, колишнього заступника радника Трюдо з національної безпеки та колишнього старшого начальника Канадської королівської кінної поліції, царем фентанілу. 

## Подальші події
10 лютого 2025 року Трамп ввів 25-відсоткові мита на сталь і алюміній, що надходять до США з усіх країн, включаючи Канаду та Мексику, які забезпечують більшу частину імпорту металу в США.  Мита на сталь і алюміній набудуть чинності 12 березня.  Трамп сказав, що ці мита були «першими з багатьох», і що протягом наступних чотирьох тижнів він обговорюватиме зі своєю командою тарифи на автомобілі, ліки, чіпси та інші товари.  У відповідь Трюдо назвав тарифи «неприйнятними» і сказав, що сподівається, що переговори з адміністрацією Трампа дозволять вирішити проблему, але Канада матиме «тверду та чітку» відповідь, якщо це необхідно.  Акції американських металургійних компаній виросли у відповідь на наказ Трампа, а ціни на сталь і алюміній зросли. 

## Введення тарифів
3 березня Трамп оголосив, що тарифи, відкладені на місяць у лютому, набудуть чинності 4 березня. Він додав, що Канаді чи Мексиці «не залишилося місця» для переговорів про угоду зі Сполученими Штатами в останню хвилину, щоб відкласти їх далі.   Говард Лутнік, міністр торгівлі США, заявив, що і Канада, і Мексика досягли прогресу в покращенні безпеки кордонів, але обидві країни не задовольнили вимоги США щодо припинення надходження фентанілу до Сполучених Штатів.  Міністр закордонних справ Канади Мелані Жолі заявила, що Канада готова відповісти. Шейнбаум підтвердив, що попередні плани реагування Мексики набудуть чинності, коли Трамп запровадить мита. 
Мита США щодо Канади та Мексики почали діяти, як і було заплановано, о 12:01 ранку за східним часом 4 березня.  Відплата Канади почалася одночасно: 4 березня набули чинності 25-відсоткові мита на американські товари на суму $30 млрд канадських доларів ($20.6 млрд доларів США), тоді як Трюдо підтвердив, що 25-відсоткові мита на суму додаткових $125 млрд канадських доларів ($86 млрд доларів США) на американські товари набудуть чинності через 21 день, 25 березня.  Шейнбаум заявила, що оголосить про контрзаходи Мексики, включаючи відповідні тарифи, 9 березня, пославшись на плани поговорити з Трампом у наступні дні як причину своєї затримки з відповіддю.  Початок дії мит призвів до падіння фондового ринку, особливо для роздрібних торговців і виробників автомобілів.  На прес-конференції 4 березня Трюдо сказав, що Трамп намагався запровадити мита, оскільки бажав «повного колапсу канадської економіки», щоб «полегшити» США анексувати Канаду.  Він назвав рішення Трампа ввести мита «дуже дурним» і сказав, що Канада «не відступить від боротьби». 
5 березня Лутник заявив, що Трамп «прислухався до пропозицій Мексики та Канади» і «думав про те, щоб спробувати зробити щось посередині», і що мита можуть вступити в силу в менш значних масштабах.  Пізніше того ж дня Трамп надав місячний виняток із тарифів для автовиробників, які відповідають правилам USMCA, які становлять близько 85 % легкових транспортних засобів, імпортованих до США з Мексики у 2024 році. Трамп вирішив так зробити після зустрічі з керівниками трьох найбільших американських автовиробників — Ford, General Motors і Stellantis, — які заявили, що тарифи завдадуть більше шкоди компаніям США, ніж їхнім іноземним конкурентам.  6 березня, після телефонної розмови Трампа з Трюдо та Шейнбаумом, він сказав, що всі мита на товари, сумісні з USMCA, з Мексики та Канади, на які, за словами офіційних осіб США, припадає 50 % імпорту з Мексики та 38 % імпорту з Канади, будуть відкладені до 2 квітня.  У відповідь канадські чиновники заявили, що заплановане підвищення відповідних мит буде призупинено, хоча початкові тарифи для США залишаться в силі. 
7 березня Трамп пригрозив Канаді запровадити взаємні мита на молочну та лісопродукцію. Трамп заявив, що наступного тижня після 7 березня мита досягнуть приблизно 250 %.  

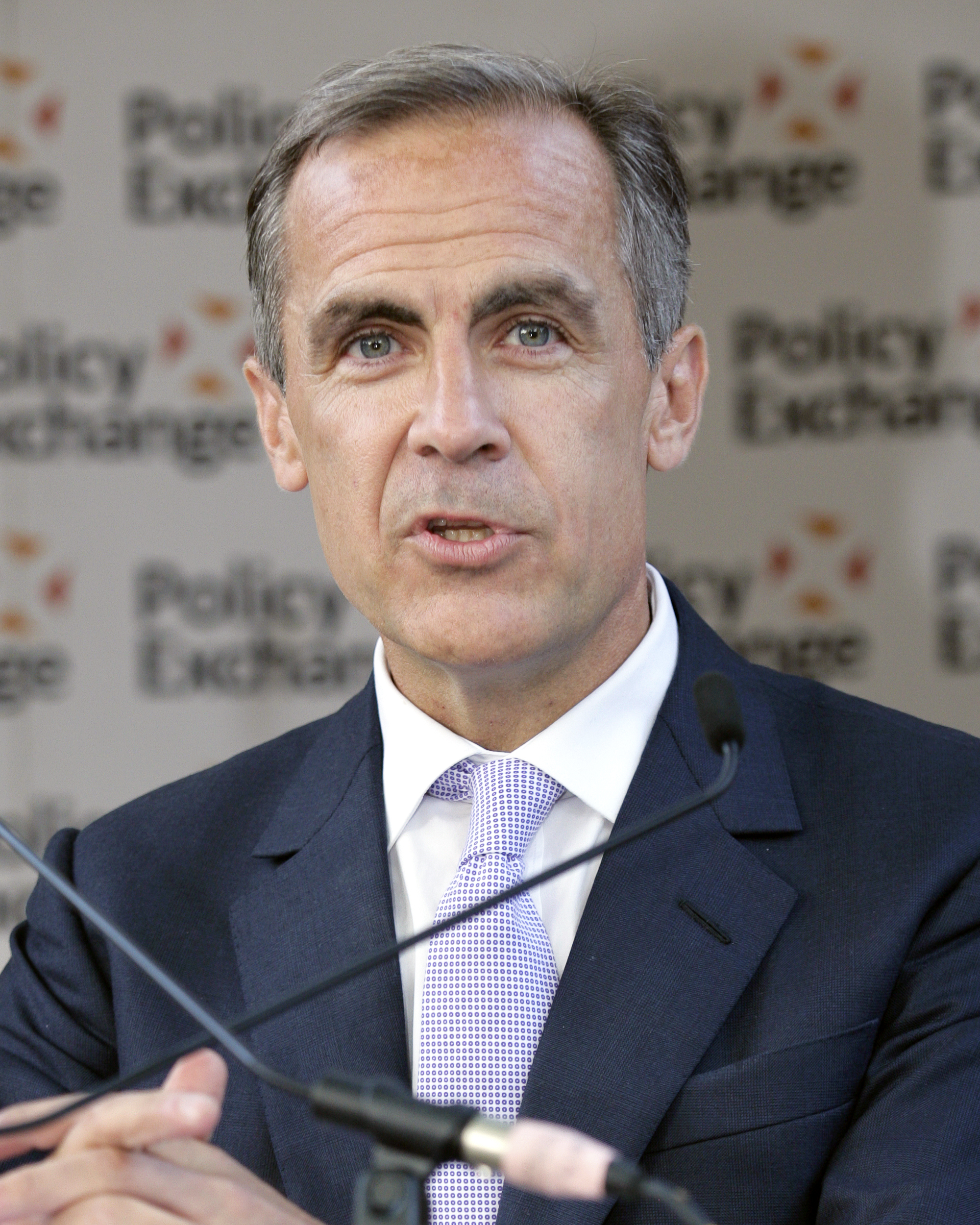
Марк Карні, наступник Трюдо на посаді прем'єр-міністра Канади

9 березня Марк Карні переміг на виборах лідера Ліберальної партії, замінивши Трюдо на посаді прем'єр-міністра. У своїй промові під час вручення премії він сказав, що підтримує відповідні тарифи уряду Трюдо і сказав, що його уряд залишить їх у силі, «доки американці не викажуть нам поваги».  Карні був приведений до присяги 14 березня.  
Онтаріо ненадовго ввела 25-відсотковий збір на продаж електроенергії в штати США, але призупинила його після того, як Трамп пригрозив підвищенням мит на канадські метали, а Лутнік погодився обговорити торгівлю.  Після впливу тарифів США на сталь і алюміній 12 березня Канада додала 25-відсоткові мита на додаткові $20,6 млрд доларів США ($29,8 млрд канадських доларів) на американські товари 13 березня. 

### Фондовий ринок
Після заяви Трампа 3 березня, а також підвищення тарифів на Китай з 10 до 20 %, яке має відбутися в той же день, фондові ринки США значно впали: індекс S&P 500 впав на 1,8 %, а індекс Nasdaq-100 впав на 2,6 %.  До 6 березня індекс S&P 500 втратив майже весь свій приріст з листопада 2024 року. 
В інтерв’ю 9 березня Трамп сказав Fox News, що хоча потрібен час, щоб побачити віддачу від його політики, «якщо ви подивитеся на Китай, у нього є 100-річна перспектива. У нас є квартал. Ми йдемо кварталами, і ви не можете керуватися цим. Ви повинні робити те, що правильно».  Наступного дня індекс S&P 500 впав ще на 2,7%, а Nasdaq – на 4%. 

## Очікуваний економічний ефект
Очікується, що торгова війна суттєво порушить торгівлю між Сполученими Штатами, Мексикою та Канадою та порушить ланцюжки поставок у Північній Америці.  Багато економістів висловили скептицизм щодо ефективності стратегії Трампа щодо запровадження тарифів , і багато хто сказав, що підвищення тарифів підвищить ціни на споживчі товари в США та погіршить кризу вартості життя в країні.  Бюджетна лабораторія Єльського університету підрахувала, що тарифи призведуть до втрати купівельної спроможності типового американського домогосподарства приблизно на $1,200 доларів США .  У той час як деякі компанії вирішать нести вартість тарифу, інші, ймовірно, піднімуть ціни на споживчі товари, щоб компенсувати втрачений дохід, або спробують домовитися про нижчі ціни на свою продукцію. 
Оскільки Сполучені Штати виробляють недостатньо нафти, щоб задовольнити свій попит, 10-відсоткові тарифи на канадську нафту та енергоносії, ймовірно, призведуть до зростання цін на нафту в США.  Особливо це стосується Середнього Заходу, регіону, який сильно залежить від нафти, імпортованої з Альберти.  Уряд Канади раніше заявив, що ціни на газ у США можуть зрости на US$0,75 за галон протягом ночі, якщо мита будуть введені.  Тарифи також можуть збільшити вартість електроенергії в деяких штатах США, особливо в тих, які залежать від канадських провінцій, таких як Онтаріо, Квебек і Британська Колумбія.  За межами Північної Америки тарифи на імпорт енергоресурсів дадуть європейським та азіатським нафтопереробним заводам конкурентну перевагу перед їхніми конкурентами. 

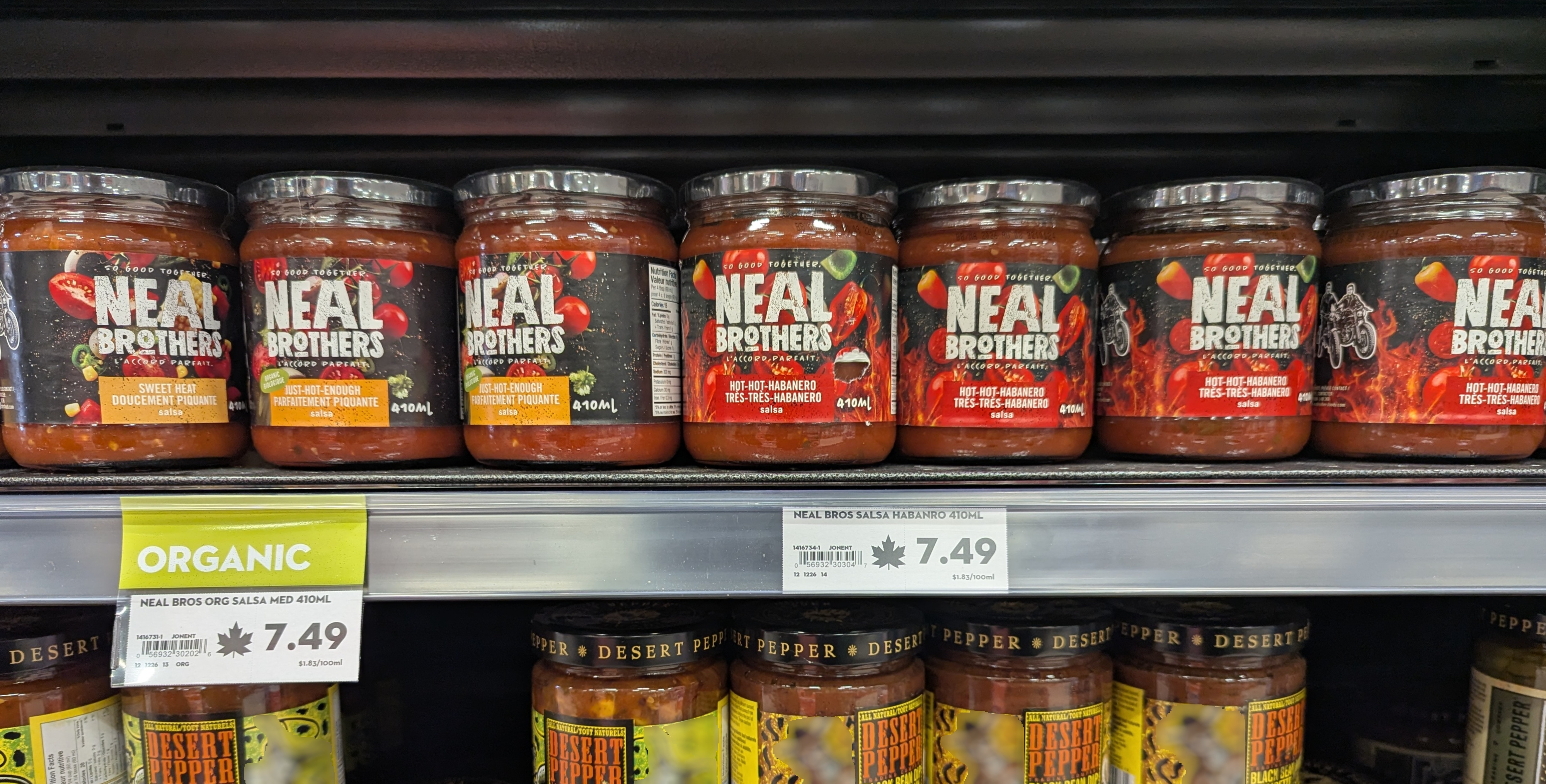
Цінники з кленовим листом на дисплеї для позначення канадських товарів

Мита також можуть призвести до підвищення цін на різні імпортні товари США з Мексики та Канади, включаючи фрукти, овочі, пиво, алкогольні напої та електроніку з Мексики, а також картоплю, зерно, пиломатеріали та сталь з Канади.   Підвищення цін доповниться високою інфляцією в США, особливо цін на продукти харчування.  Вартість канадських пиломатеріалів, які використовують багато будівельників у США, також, ймовірно, зросте.  Мита також створять ризик для сільськогосподарської та рибної промисловості США. 
Мита становлять ризик «серйозної рецесії» в Мексиці, якщо їх зберегти.  Річні 25-відсоткові мита можуть спричинити падіння мексиканського експорту приблизно на 12 %, що зрештою призведе до 4-відсоткового падіння ВВП країни в 2025 році.  Американська торгова палата в Мексиці, група, що представляє американські компанії в країні, заявила, що мита завдадуть шкоди обом економікам і «не зможуть вирішити реальні проблеми безпеки, міграції та торгівлі наркотиками».  Мексиканська автомобільна промисловість, ймовірно, буде найбільш вразливою до потрясінь через тарифи, поряд із сектором електрообладнання.  
Канада, економіка якої в значній мірі залежить від торгівлі, також, ймовірно, постраждає, зазнаючи погіршення економічного зростання та підвищення цін для підприємств і споживачів.  Економіка Канади може потрапити в рецесію протягом шести місяців, якщо мита збережуться.  Прем'єр-міністр Квебеку Лего заявив, що мита США можуть призвести до втрати 100 000 канадських робочих місць у провінції.  У Канаді також можуть зрости ціни навіть на продукцію вітчизняного виробництва, особливо якщо тарифи створять економічні труднощі для менших підприємств.  Нездатність канадських компаній продавати свою продукцію американцям у тому ж обсязі призведе до того, що деякі з них скоротять працівників, скоротять чи навіть повністю закриються.  Мінеральна промисловість Канади, швидше за все, постраждає від мит. 

## Реакції та відповіді

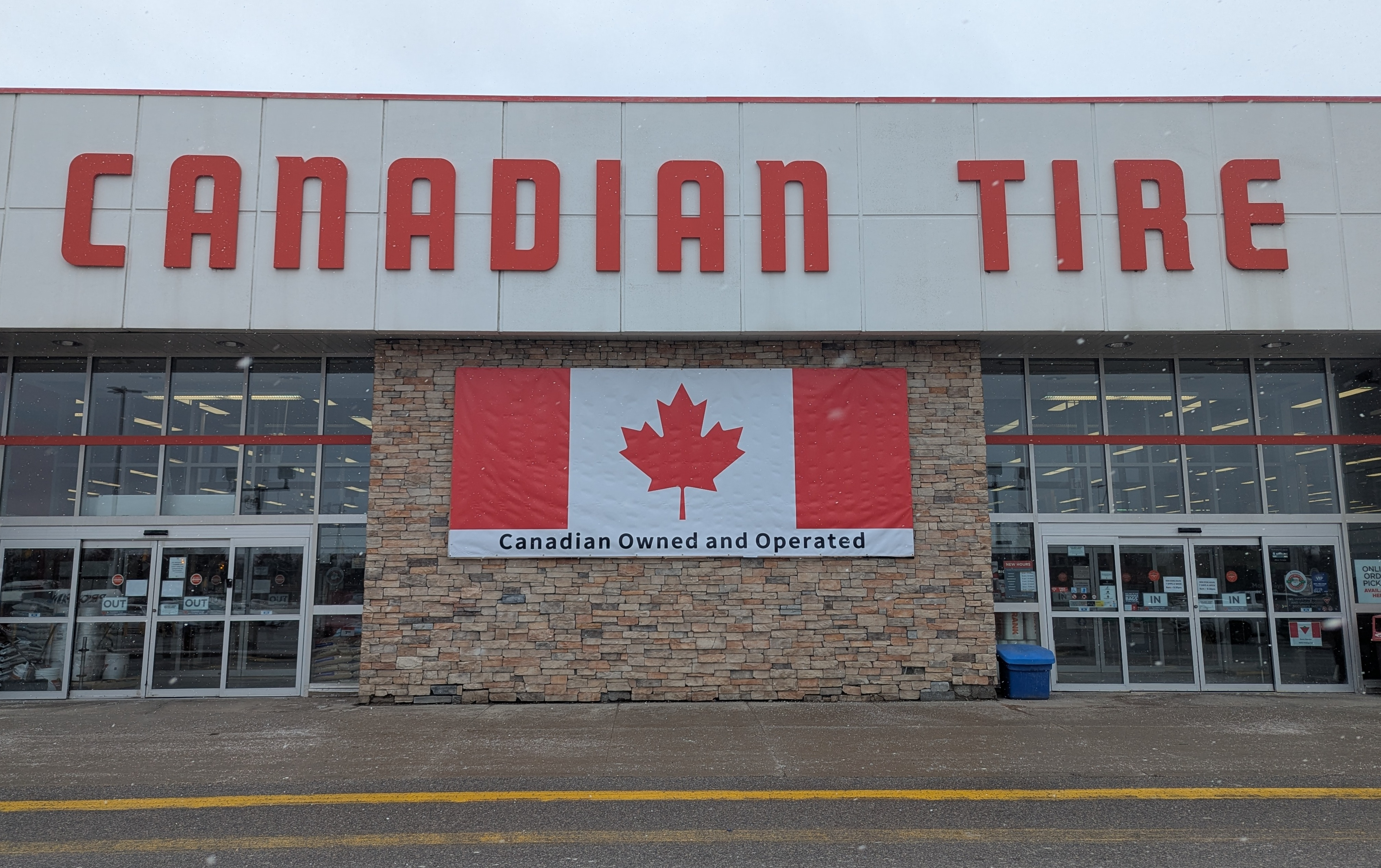
Магазин Canadian Tire в Онтаріо з банером із написом «Канадець володіє та управляється»

Мита Сполучених Штатів і погрози Канаді завдали шкоди історично сильним канадсько-американським відносинам і спричинив зростання канадського націоналізму та патріотизму  разом із зростанням антиамериканізму. 
У лютому 2025 року опитування Інституту Ангуса Рейда показало, що 91 % канадців висловили бажання зменшити залежність Канади від США як торгового партнера;  він також показав збільшення на 10 % тих канадців, які сказали, що «дуже пишаються» Канадою та «мають глибоку емоційну прив’язаність» до неї порівняно з груднем 2024 року.  Опитування Ipsos у лютому 2025 року показало, що після погроз Трампа 68 % канадців менше думають про Сполучені Штати, тоді як 65 % заявили, що уникатимуть поїздок до США, а 67 % сказали, що уникатимуть товарів американського виробництва.  Того ж місяця опитування Леже показало, що 27 % канадців вважають США «ворогом», тоді як лише 1 % американців думає так само про Канаду. 
Через кілька днів після початкового оголошення тарифів канадські натовпи освистували національний гімн США на спортивних змаганнях за участю американських команд.  Багато канадців почали бойкотувати американські товари та подорожі до Сполучених Штатів, а рух «Купуй канадське» набув популярності по всій країні.  Багато канадських політиків, у тому числі Трюдо та Пуальєвр, взяли на озброєння риторику національної єдності, а торгова війна та конфлікт із США спричинили мітинг «навколо ефекту прапора» напередодні федеральних виборів у Канаді 2025 року. 
У Мексиці уряд і місцеві підприємства мали на меті підтримати кампанію «Зроблено в Мексиці» для просування вітчизняних товарів.  Деякі мексиканці закликали до бойкоту американських продуктів після початкової погрози Трампа ввести мита , а опитування, проведене мексиканською компанією Buendía & Márquez, показало, що 80 % мексиканців мали негативну думку про Трампа в середині лютого 2025 року, збільшившись з 66 % на початку січня. 
У Сполучених Штатах початкове рішення Трампа запровадити мита для Канади та Мексики було розкритиковане редакцією The Wall Street Journal, яка заявила, що його «виправдання цього економічного нападу на сусідів не має сенсу» і що Трамп розпочав «найдурнішу торгову війну в історії».  Опитування The Harris Poll для Bloomberg News у лютому 2025 року показало, що близько 60 % американців вважають, що високі тарифи можуть спричинити зростання споживчих цін.  The Economist описав тарифи Трампа як агресивні та нестабільні, і сказав, що вони «спричинять тривалу шкоду вдома та за кордоном».  Як повідомляє Deutsche Welle , запровадження Трампом мит щодо Канади та Мексики порушило як USMCA, так і правила Світової організації торгівлі, членами якої є три країни.  Тарифна політика Трампа загалом викликала питання про те, чи має він серйозний намір запровадити мита, чи його накази запровадити їх є погрозами, призначеними лише як тактику переговорів.  Запровадження та скасування тарифів створили невизначеність для багатьох підприємств. 
Європейська комісія — виконавчий орган Європейського Союзу — засудила мита США щодо Канади та Мексики та закликала США «переглянути свій підхід». 
У лютому 2025 року, після першого оголошення Трампа, канадські поїздки до Сполучених Штатів скоротилися на 40 % порівняно з лютим 2024 року.  Опитування в березні 2025 року показало, що багато канадців планують уникати поїздок до Сполучених Штатів протягом наступного року, посилаючись на політичну напругу.  Деякі американські туристичні групи стурбовані тим, що вони втратять канадський туристичний потік.  Мер міста Гейнс на Алясці, який має лише одну дорогу до зовнішнього світу через Юкон, висловив стурбованість тим, що тарифи вплинуть на зазвичай дружні стосунки між американцями та канадцями.  Згідно з одним із прогнозів, відхід канадців від США може призвести до втрати економіки США в розмірі $4 млрд доларів США. 
У березні 2025 року адміністрація Трампа оголосила, що, починаючи з 11 квітня 2025 року, канадці, які в’їжджають до США на термін більше 30 днів, повинні будуть здавати відбитки пальців і реєструватися. 